# Colosses
Les Colosses ou Colossae (en grec ancien : (Αἱ) Κολοσσαί) était une ville antique de Phrygie, connue depuis le temps de Xénophon, qui, au IVe siècle av. J.-C., la présente comme l'une des villes les plus importantes de Phrygie. La ville est connue au début du christianisme par l'Épître aux Colossiens. Elle est détruite par un tremblement de terre sous l'empereur Néron. Elle est proche de la ville byzantine (et contemporaine) de Honaz (Chônai), fondée par les réfugiés de la ville des Colosses au VIIIe siècle.

## Histoire de Colosses
Le site des Colosses forme un tumulus à 3 km au nord de la ville de Honaz au bord de la rivière Aksu Çayı, le site n'a pas fait l'objet de fouilles archéologiques. La ville est connue entre autres à cause de l'Épître aux Colossiens de l'apôtre Paul à l'Église de Colosses (37° 47′ 13″ N, 29° 15′ 36″ E).
Construite avant le règne d'Alexandre le Grand (IVe siècle av. J.-C.), c'était, au dire de Xénophon, l'une des villes les plus importantes de Phrygie : « Colosses, ville peuplée, riche et grande ». Cyrus parti de Sardes au printemps 401 av. J.-C., y séjourne une semaine avec son armée.
Dès le IIe siècle av. J.-C., la ville a perdu de son importance à cause de la proximité des villes de Hiérapolis et de Laodicée. Au Ier siècle apr. J.-C., pendant le règne de Néron, elle est détruite par un tremblement de terre. Le site est complètement abandonné au profit du site de Honaz au VIIIe siècle.